# English Heritage
L’English Heritage (litt.. le « patrimoine anglais »), anciennement l’Historic Buildings and Monuments Commission for England est un organisme public indépendant chargé de la gestion du patrimoine historique d’Angleterre.
L’English Heritage se définit comme « le conseiller statutaire du gouvernement sur le patrimoine historique ». Il dépend du département du Numérique, de la Culture, des Médias et du Sport (DCMS), un département exécutif du gouvernement britannique chargé de la culture, des sports et des médias.

## Présentation
Son rôle principal est d’administrer un grand nombre de sites historiques et archéologiques de premier plan, depuis des vestiges préhistoriques tels que le site de Stonehenge aux monuments les plus récents tels que le Iron Bridge. English Heritage joue également un rôle important dans la conservation, l’enregistrement et la protection du patrimoine historique. En se consacrant au patrimoine construit, English Heritage complète le travail de English Nature, qui vise plutôt à protéger l’environnement. 
Tous deux conseillent un secrétaire d’État sur la politique de conservation et sur les différentes possibilités de classement des monuments. L'organisme est directement propriétaire de nombreux sites historiques (voir la liste de ses propriétés) et collabore également avec les propriétaires privés sur des sites gérés conjointement. Il intervient entre autres fréquemment avec le National Trust, organisation à but non lucratif qui se consacre à la mise en valeur et à la sauvegarde du patrimoine. C’est avec cet organisme par exemple qu’il partage la propriété et la gestion du site mégalithique de Stonehenge. 
Les particuliers peuvent devenir membres de English Heritage : l’adhésion confère des avantages (tels que l’entrée gratuite dans les propriétés) mais ne donne pas aux membres de pouvoirs dans le fonctionnement de l’organisation, qui dépend directement de la politique gouvernementale.
De 2009 à 2013, Kay Andrews est la première femme à diriger l'organisation.

## Organisations équivalentes des Îles britanniques
- Pays de Galles — Cadw
- Écosse — Historic Scotland
- Irlande du Nord — Environment and Heritage Service
- Irlande — Office of Public Works